# Capul de rățoi
Capul de rățoi este o piesă de teatru din 1938 a autorului român George Ciprian. Este o comedie în 3 acte (7 tablouri).  A avut premiera la 26 ianuarie 1940  la Teatrul Național din București. Capul de rățoi este cea mai cunoscută piesă de teatru a lui George Ciprian. Considerată ca un exemplu timpuriu al teatrului absurdului, descrie adolescența autorului și prietenia sa cu Urmuz.
În perioada postbelică piesa a fost pusă în scenă şi jucată la Teatrul de comedie din Bucureṣti (premiera a avut loc la 27 aprilie 1966, regia spectacolului era semnată de David Esrig, iar distribuția îi cuprindea, între alții, pe Mircea Albulescu, Radu Beligan, Gheorghe Dinică, Marin Moraru, Ion Lucian, Amza Pellea ).
La 27 ianuarie 1978 a fost jucată la Teatrul de Stat Oradea, sub regia lui Sergiu Savin, cu Mircea Constantinescu, Radu  Vaida, Laurian Jivan și Eugen Țugulea.

## Prezentare
Cele patru personaje principale, Ciriviș, Macferlan, Bălălău, Pentagon, fac farse pe seama oricui. Cu toate acestea, în spatele acestora se vrea  distrugerea măștilor sub care oamenii se ascund  într-o societate ipocrită. Ciriviș, Macferlan, Bălălău, Pentagon doresc să trăiască nonconformist, de exemplu vor să locuiască într-un măr din grădina lui Mușat. Titlul piesei vine de la o farsă pe care cei patru o făceau profesorului lor la școală: noaptea, pe furiș, îi tăiau rățoii din curte, le luau căpățânile și lăsau profesorului nedumerit leșurile rățoilor.

## Personaje
- Ciriviș
- Macferlan
- Bălălău
- Pentagon
- Dacian
- Inspectorul
- Mușat, stăpânul grădinii de la care cei patru cumpără un măr cu totul mai puțin fructele
- Rosenzweig
- Epamionda
- Constantin
- Comisarul
- Subcomisarul
- Studentul I
- Studentul II
- Aglaia
- Efimița
- Madam Bălăloiu
- Cerșetorul
- Un ziarist
- Un agent
- Omul cu farfurii, este primul căruia cei patru îi fac o farsă
- O femeie de stradă
- Un domn grăbit
- Domnul cu țigara
- Un trecător
- Mucăreasa
- Sergentul
- O femeie costelivă
- Un cetățean

## Teatru radiofonic
- 1982 - Capul de rățoi, regia Dan Puican, cu actorii Radu Beligan, Marin Moraru, Virgil Ogășanu, Mișu Fotino, Mircea Albulescu, George Constantin, Ștefan Mihăilescu-Brăila, Victor Ștrengaru, Mihai Mereuță, Tamara Buciuceanu, Rodica Mandache, Ileana Stana-Ionescu, Jorj Voicu, Victoria Mierlescu, Dorina Lazăr.[4]

## Ecranizări
- 1992 - Capul de rățoi, regia Constantin Dicu,[5] cu actorii George Mihăiță, Paul Chiribuță, Petre Lupu, Geo Costiniu, Mircea Albulescu, Anca Sigartău, Ruxandra Sireteanu, Rodica Sanda Țuțuianu, Nicolae Dinică, Rudy Rosenfeld, Paul Nadolski, Sorin Medeleni, George Păunescu, Claudiu Romilă, Cornel Vulpe, Mitică Iancu, Alexandru Bindea, Radu Duda, Cosmin Șofron, Mihai Bisericanu.[6]